# Waseca
Waseca è una città degli Stati Uniti d'America, situata in Minnesota, nella Contea di Waseca, della quale è anche capoluogo.

## Società
Al censimento del 2010, contava 9 410 abitanti e 2150 famiglie. La distribuzione per razza era la seguente:
- 89,0% bianchi,
- 3,7% afro-americani,
- 1,5% nativi americani,
- 1,0% asiatici,
- 2,3% altri,
- 2,5% appartenenti a due o più razze,

mentre gli abitanti di origine ispanica o comunque latina, indipendentemente dalla razza, erano il 9,0% della popolazione.

## Infrastrutture e trasporti
Il comune era servito dalla ferrovia Tracy Subdivision.